# KOBE JAZZ DAY
KOBE JAZZ DAY（コウベ・ジャズ・デー　神戸ジャズの日）は、一般社団法人日本記念日協会認定の記念日として、2015年より毎年4月4日に制定されたものである。
兵庫県の県庁所在地である神戸市は、日本においてのジャズ音楽の発祥の地として知られ、また日本初のプロのジャズ音楽家による公演が1923年4月に開催されたことから、その日本のジャズ文化の発信拠点である神戸を広くアピールすることを目指している。また4のぞろ目に当たる4月4日に制定された理由としては、ジャズが4ビート（4分の4拍子）で演奏されることが多いということを理由として、制定された。
このKOBE JAZZ DAYの制定に合わせて、2015年から、秋の神戸ジャズストリートとは別に、春にも記念日が行われる4月4日前後の週末を使い、神戸市内各所でジャズのコンサートを行うイベントを展開する